# Tomosvaryella femella
Tomosvaryella femella är en tvåvingeart som beskrevs av Kuznetzov 1993. Tomosvaryella femella ingår i släktet Tomosvaryella och familjen ögonflugor.
Artens utbredningsområde är Kazakstan. Inga underarter finns listade i Catalogue of Life.